# Amigny
Amigny település Franciaországban, Manche megyében. Lakosainak száma 153 fő (2022. január 1.). Amigny Pont-Hébert és Thèreval községekkel határos.

## Népesség
A település népességének változása:
| Lakosok száma | 119  | 122  | 123  | 145  | 149  | 144  | 147  | 154  | 154  | 153  |
|               | 1968 | 1982 | 1990 | 2006 | 2013 | 2015 | 2017 | 2019 | 2020 | 2022 |